# Theo Nüsing
Theodor Nüsing (conocido como Theo Nüsing; 7 de mayo de 1950) es un deportista alemán que compitió para la RFA en piragüismo en la modalidad de eslalon. Ganó una medalla de plata en el Campeonato Mundial de Piragüismo en Eslalon de 1971, en la prueba de C2 por equipos.

## Palmarés internacional
| Campeonato Mundial | Campeonato Mundial | Campeonato Mundial | Campeonato Mundial |
| Año                | Lugar              | Medalla            | Competición        |
| ------------------ | ------------------ | ------------------ | ------------------ |
| 1971               | Merano (Italia)    | Medalla de plata   | C2 por equipos     |